# Bloodline (gruppo musicale statunitense)
I Bloodline sono stati un gruppo musicale hard rock statunitense formatosi nel 1991, composto per la sua maggioranza da figli d'arte. 
Dopo lo scioglimento della band, avvenuto nel 1997, i membri dei Bloodline si unirono a una serie di altri gruppi rock, mentre Joe Bonamassa iniziò la sua carriera solista nel 2000 con l'uscita del suo album di debutto A New Day Yesterday.

## Storia
Il gruppo nacque nel 1991, per iniziativa di Joe Bonamassa e Berry Oakley Jr., figlio di Berry Oakley, bassista degli Allman Brothers.
Dopo la finalizzazione della formazione della band, i Bloodline iniziarono a registrare i loro primi demo con il produttore Phil Ramone, inizialmente lavorando a Fort Lauderdale, e successivamente a New York. Hagar, così come in precedenza per Goodwyn, fu licenziato dalla band più tardi nel corso dell'anno, principalmente a causa di una diversa opinione sulla direzione musicale del gruppo.
La band in seguito registrò il loro omonimo album di debutto con il produttore e ingegnere del suono Joe Hardy agli Ardent Studios di Memphis, che fu pubblicato dalla Capitol Records il 23 agosto 1994. Il singolo principale dell'album, "Stone Cold Hearted", pubblicato l'8 agosto,  ha raggiunto la posizione numero 32 nella classifica statunitense Billboard Mainstream Rock Songs. 
Dopo la pubblicazione del secondo album, avvenuta nel 1995, iniziò la crisi del gruppo, dovuto a varie divergenze, che portò allo scioglimento, avvenuto nel 1997.
In seguito, Davis lavorò come manager della tenuta di suo padre, agendo come produttore esecutivo in molte delle sue pubblicazioni postume,  Oakley si unì alla band di Los Angeles Gift Horse e Krieger continuò ad esibirsi nella band di suo padre, oltre a diventare un attore.

## Formazione

### Ultima
- Berry Oakley Jr – voce, basso
- Joe Bonamassa – chitarra
- Waylon Krieger – chitarra
- Erin Davis – batteria
- Lou Segreti – tastiera

### Membri precedenti
- Aaron Goodwyn - chitarra
- Aaron Hagar – voce

## Discografia

### Album in studio
- 1994 - Bloodline
- 1995 - Calling Me Back